# Hestra-Handsken
HESTRA-Handsken AB är ett familjeägt företag som designar och tillverkar handskar. Företaget gör handskar för alpint, längdskidåkning, freestyle, mode med mera.
Företaget har två flaggskeppsbutiker i Stockholm, Sverige och i Oslo, Norge. Design och utveckling sker i småländska Hestra och tillverkningen sker i Sverige, Ungern, Vietnam och Kina. 

## Historia

### 1936
Företaget grundades i småländska Hestra, av lantbrukaren Martin Magnusson. Han började då tillverka tåliga handskar i läder för skogshuggare.
Året därpå började man anlägga en slalombacke på Isaberg intill Hestra, på initiativ av järnvägsbolaget. Martin Magnusson börjar då tillverkar handskar ämnade för skidåkning.

### 1963
Den andra generationen Magnusson, Lars-Olof och Göte samt deras svåger Lennart, tar över verksamheten.

### 1974
Ingemar Stenmark vann sin första världscuptävling den 17 december 1974 i Madonna di Campiglio med handskar från Hestra på händerna. Hestra har samarbetat med det svenska alpinlandslaget sedan 1975.

### 1985
Den nya racehandsken RSL Comp lanserades 1985. Modellen har vidareutvecklats kontinuerligt och heter idag RSL Comp Vertical Cut.

### 1991
Lars-Olofs två söner Svante och Claes Magnusson tar över företaget, 55 år efter att deras farfar startade företaget.

### 2008
Hestrabutiken slår upp portarna i Stockholm, och ett showroom öppnas i Åre.

### 2010
Hestra startar dotterbolag i Tyskland/Österrike, showroom i Österrike och en fabrik i Ungern. Hestra börjar tillverka handskar för bergsklättrare.